# Campeonato Europeo de Tenis de Mesa de 2018
El XXXV Campeonato Europeo de Tenis de Mesa se celebró en Alicante (España) entre el 18 y el 23 de septiembre de 2018 bajo la organización de la Unión Europea de Tenis de Mesa (ETTU) y la Real Federación Española de Tenis de Mesa.
Las competiciones se realizaron en dos instalaciones de la ciudad levantina: el Pabellón Pedro Ferrándiz (eliminatorias y finales) y el Pabellón Pitiu Rochel (eliminatorias).

## Medallistas

### Masculino
| Evento             | Oro                                       | Plata                                      | Bronce                                                                                             |
| ------------------ | ----------------------------------------- | ------------------------------------------ | -------------------------------------------------------------------------------------------------- |
| Individual (23.09) | Timo Boll · Alemania                      | Ovidiu Ionescu · Rumania                   | Patrick Franziska · Alemania Kristian Karlsson · Suecia                                            |
| Dobles (23.09)     | Daniel Habesohn · Robert Gardos · Austria | Mattias Falck · Kristian Karlsson · Suecia | Patrick Franziska · Alemania · Jonathan Groth · Dinamarca Ruwen Filus · Ricardo Walther · Alemania |

### Femenino
| Evento             | Oro                                      | Plata                                            | Bronce                                                                                     |
| ------------------ | ---------------------------------------- | ------------------------------------------------ | ------------------------------------------------------------------------------------------ |
| Individual (23.09) | Li Qian · Polonia                        | Margaryta Pesotska · Ucrania                     | Sofia Polcanova · Austria Katarzyna Grzybowska-Franc · Polonia                             |
| Dobles (23.09)     | Nina Mittelham · Kristin Lang · Alemania | Sofia Polcanova · Austria · Yana Noskova · Rusia | Matilda Ekholm · Suecia · Georgina Póta · Hungría Ni Xialian · Sarah de Nutte · Luxemburgo |

### Mixto
| Evento         | Oro                               | Plata                                     | Bronce |
| -------------- | --------------------------------- | ----------------------------------------- | --- |
| Dobles (21.09) | Ruwen Filus · Han Ying · Alemania | Stefan Fegerl · Sofia Polcanova · Austria | Patrick Franziska · Petrissa Solja · Alemania Aleksandar Karakašević · Serbia · Rūta Paškauskienė · Lituania |

## Medallero
| Núm. | País       | Oro | Plata | Bronce | Total |
| ---- | ---------- | --- | ----- | ------ | ----- |
| 1    | Alemania   | 3   | 0     | 4      | 7     |
| 2    | Austria    | 1   | 2     | 1      | 4     |
| 3    | Polonia    | 1   | 0     | 1      | 2     |
| 4    | Suecia     | 0   | 1     | 2      | 3     |
| 5    | Rumania    | 0   | 1     | 0      | 1     |
| 5    | Rusia      | 0   | 1     | 0      | 1     |
| 5    | Ucrania    | 0   | 1     | 0      | 1     |
| 8    | Dinamarca  | 0   | 0     | 1      | 1     |
| 8    | Hungría    | 0   | 0     | 1      | 1     |
| 8    | Lituania   | 0   | 0     | 1      | 1     |
| 8    | Luxemburgo | 0   | 0     | 1      | 1     |
| 8    | Serbia     | 0   | 0     | 1      | 1     |
|      | TOTAL      | 5   | 6     | 13     | 24    |